# بازیچه شیطان
بازیچهٔ شیطان (انگلیسی: The Devil's Plaything؛ ‏ آلمانی: Der Fluch der schwarzen Schwestern) یک فیلم ترسناک به کارگردانی جوزف دابلیو. سارنو است که در سال ۱۹۷۳ منتشر شد. از بازیگران فیلم می‌توان به ماری فورشو اشاره کرد.